# 寺戶
寺戶又稱佛图户與僧祗戶，是指为佛寺服役的民户。
寺户制起源自北魏，僧祗戶與佛圖戶合稱為寺戶。北魏称佛图户，其来源是罪囚與官奴；北魏沙門統曇曜在《奏置僧祇戶粟》時說：“民犯重罪及官奴以為佛圖戶，以供諸寺掃灑，歲兼營田輸粟。高宗並許之。”一時之間，僧只户、粟及寺户，遍于州镇，“凡被配为佛图户者，须执洒扫役和营田役，并向寺院输粟”。唐朝實行均田制，僧尼亦被列为受田对象。唐代敦煌寺院僧人占田现象十分普遍，吐蕃占领河西时，敦煌亦有寺戶，來源則是俘囚與家客、部曲、奴婢等。僧寺、尼寺牧有羊群，有寺戶協助放牧，以提供寺院羊皮、羊毛。归义军政权中后期时寺户由农奴变成“编户”，其地位有所提高。
日本古代亦有寺奴，為寺院占有地從事耕作。